# Valber Huerta
Valber Roberto Huerta Jerez, né le 26 août 1993 à Santiago, est un footballeur chilien qui joue au poste de défenseur central avec le club de l'Universidad Católica.

## Biographie

### En club
Avec l'équipe réserve du Grenade CF, il joue 15 matchs en troisième division espagnole.

### En équipe nationale
Avec les moins de 20 ans, il participe au Championnat de la CONMEBOL de football des moins de 20 ans en 2013. Le Chili se classe quatrième de la compétition. Cette performance lui permet de participer à la Coupe du monde des moins de 20 ans 2013 organisée en Turquie. Lors du mondial junior, il joue trois matchs. Le Chili atteint les quarts de finale de la compétition, en étant battu par le Ghana.

## Palmarès

### Universidad de Chile
- Championnat du Chili (1)
  - Vainqueur : 2012 (Ouverture)